# 李榮源
李榮源（1928年12月10日—），中國共產黨員，日治岡山庄筆秀人（今橋頭區筆秀里），曾任五里林國民學校教務主任，二二八之後加入台灣省工作委員會岡山工作委員會發展地下組織，1951年被捕，遭判刑15年，並感化三年 ，出獄後仍堅持左統，加入統盟、勞動黨繼續為勞權、弱勢發聲。

## 生平

### 社會主義青年
李榮源，1928年12月10日生於日治高雄州岡山庄筆秀（今橋頭）地主家庭，家境富裕，父親是地方奉公會成員，李榮源畢業於仕隆公學校，1945年自臺南師範學校畢業後，適逢臺灣光復，李榮源被派任於五里林國民學校，由於日籍老師全數遣返，學校僅剩他一人受過正規師院訓練，因此他即擔任該校教務主任一職。
幼年時期，李榮源目睹農村農民貧苦的生活，早在學生時代，李榮源就接觸左翼書刊，思想左傾，在校期間，他關懷弱勢學生，鼓勵學生家長讓子弟繼續升學，甚至捐出薪水資助貧窮的孩子，也正是他受到社會主義思想影響的緣故。1946年，田寮北國民學校代理校長劉森田派任到五里林國民學校擔任校長，由於劉森田是李榮源臺南師範學校的學長，又富正義感，兩人相知相惜，乃至後來成了共生死的革命同志。

### 加入共產黨
眼見戰後國軍軍紀不佳，李榮源對接收的國軍心生反感，學校也被軍方徵用無法正常上課，1947年二二八事件，聽到高雄中學發生鎮壓，李榮源不顧個人安全帶著刀親赴現場，校長劉森田也是對政府反感，劉森田的親戚李東鍊曾經加入李友邦將軍的台灣義勇軍遠赴中國參與抗戰，戰後李東鍊返回故鄉彌陀，認識了李媽兜，進而加入了中共的台灣省工作委員會，由李武昌負責的岡山支部，二二八事件後，民怨沸騰，共黨組織發展非常快速。
劉森田受李東鍊引薦認識了李媽兜並加入共產黨，劉森田隸屬李武昌的岡山支部，不久李榮源也由劉森田吸收加入組織，由於李榮源剛從學校畢業，因此由劉森田校長負責組織發展，李榮源則負責宣傳，主要是文章刻印成版，然後由校長印刷，並分派郵寄到成員手上，期間多次組織讀書會，同時他買了一些如《優生學》、《社會發展史》之類的書刊放在學校及圖書館，對學校其他教師做啟蒙，這些書刊竟成為日後定罪的依據。

### 組織覆滅
1950年1月台灣省工作委員會的總書記蔡孝乾落網，3月劉沼光及學工委書記徐懋德潛逃回大陸，4月蔡孝乾再度落網，供出大批共黨組織人員名單，導致中國共產黨在台組織瓦解。1951年5月19日李東鍊遭到逮捕，5月21日李榮源、劉森田也在學校遭到逮捕，當局偵破了李武昌的岡山工委會案，透過高雄煉油廠支部書記許開傳及林益三等人的自新，高雄當地的共黨組織紛紛瓦解，當局掌握許多組織成員名單，造成李武昌等多達十六人遭判處死刑李武昌案的第一批判決刑度相當重，涉案者多判處死刑，劉森田原本判刑十年，但是因為當局認為他是校長，加入共產黨後又加入國民黨，居心叵測，經過更審後遭判處死刑，李榮源最後被重判十五年徒刑。

### 軍監屠殺案
入獄後，李榮源表現出消極對抗當局的態度，並在獄中持續印證馬列思想，1952年底部分受刑人被送到台北安坑軍人監獄，李榮源也在軍監服刑，以陳行中為主開始研讀學習馬克思主義，陳英泰回憶，在軍人監獄時，陳行中等一些人很喜歡寫東西，明目張膽四處傳閱，讓人捏一把冷汗，由於感化教育會提出馬克思主義進行批判，以陳行中為首的受刑人喜歡把馬列教條抄寫起來，卻刻意不批判，1953年5月27日大抄房軍監案爆發後造成馬時彥、祝英傑、黃胤昌、郭聰輝、丁桂昌、王幼石、劉水龍、杜誠、黃藻儒、郭文魁、陳行中、鄔榮盛、杜楓、林聲發判處死刑，最後李榮源也因涉入此事件而遭當局判處感化教育三年，並於服刑十年後轉送台東泰源監獄繼續服刑，與施明德同一囚室，前後服刑長達十八年，1969年出獄。

### 出獄
在獄中，李榮源遭逢家變，祖父離世，家道中落，女兒罹癌病故，妻子離異。出獄之後李榮源曾開過柏油工廠，最後，在台北經營豆花冷飲，並在板橋成家立業。出獄後持續與難友聯繫，除加入台灣地區政治受難人互助會，也參與統盟、勞動黨的活動，高齡九十仍堅信其左翼的信念，致力於兩岸統一。李榮源在訪談記錄中陳述：「我選擇投入與我理念上相近的互助會、勞動黨、統聯。我的理念是從日據時期培養起的。」

## 平反
2018年12月7日，促進轉型正義委員會第二批平反，依據107年11月21日本會第13次委員會議決議，撤銷受難者黃藻儒君等1505人之刑事有罪判決暨其刑，其中(41)安潔字第 3012 號/(48)警審更字第 7 號，有關李榮源參加叛亂之組織/
匪諜案之有罪判決暨其刑及沒收之宣告/保安處分之宣告正式撤銷。